# Mördare! Mördare!
Mördare! Mördare! är en svensk dramafilm från 1980 i regi av Jon Lindström. I huvudrollen som Bror Mårtensson ses Lennart Hjulström.

## Handling
Mårtenson är dömd för mord på sin hustru. Det var indicier som fick honom fälld, kroppen hittades aldrig. När han kommer ut från fängelset beger han sig på en mystisk resa genom Sverige. Kriminalkommissarie Thorén och journalisten Lyck följer honom nära.

## Rollista
- Lennart Hjulström	– Bror Mårtensson
- Palle Granditsky – Sven Thorén, poliskommissarie
- Torsten Wahlund – Bergström, t.f. kommissarie
- Mathias Henrikson	– Olle Lyck, journalist på Dagens Nyheter
- Irma Christenson – fru Hellsten, hyresvärdinna
- Carl-Olof Alm – Per Emil Jonsson, "Pemilen", gammal kåkfarare
- Harriet Andersson	– Eva Stenström, Brors f.d. fru
- Carl-Axel Heiknert – Martinsson, redaktör på Dagens Nyheter
- Nils Magnus "Massi" Svensson – redaktionsmedlem på Dagens Nyheter
- Thore Segelström – redaktionsmedlem på Dagens Nyheter
- Svante Odqvist – man på Pressens bildarkiv
- Svante Grundberg – Andreasson, polis
- Hans Bendrik – åklagaren
- Helena Reuterblad	– Anita Thorén
- Anneli Martini – biträde på Birgittahemmet i Vadstena
- Tommy Johnson – busschaufför
- Gustav Wiklund	– polis i Norrköping
- Christer Banck – biträde på Lillhagens sjukhus i Göteborg
- Mats Huddén – polis i Eksjö
- Bertil Norström – poliskommissarie i Eksjö
- Charlotte Assarsson-Walin – sjukvårdsbiträde i Eksjö
- Anita Blom – sjukvårdsbiträde i Eksjö
- Gert Nyman
- Lennart Pilotti
- Johan Thorén

## Om filmen
Filmen producerades av Bert Sundberg för Moviemakers Sweden AB och Sveriges Television AB TV2. Den bygger på romanen Mördare! Mördare! av Uno Palmström och Palmström skrev även filmens manus. Inspelningen ägde rum på Dagens Nyheters redaktion i Stockholm samt i Norrköping, Vadstena, centralstationen i Motala och Eksjö. Fotograf var Bille August och filmen klipptes ihop av Lasse Lundberg. Filmen hade premiär den 29 oktober 1980 i TV2 och hade biopremiär den 14 maj 1982 i Stockholm.